# La Vinya Vella
|  | Per a altres significats, vegeu «la Vinya Vella (Rubió)». |

La Vinya Vella és una masia de grans dimensions al terme municipal d'Esparreguera. Aquesta casa data del segle xv, moment en què l'abat de Montserrat, Pere Burgos, la comprà com a residència per als novicis. El 1835 passà a mans públiques degut a la desamortització de Mendizábal. Anys més tard, tornà a mans privades.
Construïda amb tapial, restaurada amb maó i orientada a migdia. La seva estructura està formada per diverses construccions adossades. El cos principal consta de planta baixa i pis, mentre que la resta, degut al desnivell del terreny, té un semi-soterrani i unes golfes. La teulada és a dues aigües i es remata amb un ràfec que té dues motllures dentades. El primer pis presenta una galeria al cos principal i, al cos adossat, finestres d'arcs trilobulats. Les façanes laterals tenen obertures d'arc de mig punt amb una motllura. Les golfes tenen una filera de finestres d'arc de mig punt. A la façana principal hi ha tres entrades amb escuts esculpits a la clau. Una de les portes dona accés a l'habitatge i té l'escut de Montserrat; la segona correspon a la capella i té l'escut heràldic familiar i la tercera, que té una espitllera a sobre, és l'habitatge dels masovers i té un altre escut de Montserrat amb la data de 1758.